# Concepción Vieja
Concepción Vieja är en ort i Mexiko.   Den ligger i kommunen Manuel Doblado och delstaten Guanajuato, i den centrala delen av landet, 300 km väster om huvudstaden Mexico City. Concepción Vieja ligger 1 749 meter över havet och antalet invånare är 408.
Terrängen runt Concepción Vieja är platt åt nordost, men åt sydväst är den kuperad. Runt Concepción Vieja är det ganska tätbefolkat, med 72 invånare per kvadratkilometer. Närmaste större samhälle är Ciudad Manuel Doblado, 12,0 km väster om Concepción Vieja. I omgivningarna runt Concepción Vieja växer huvudsakligen savannskog.